# Брезница (Бујановац)
Брезница је насеље у Србији у општини Бујановац у Пчињском округу. Према попису из 2022. било је 1458 становника.

## Демографија
У насељу Брезница живи 822 пунолетна становника, а просечна старост становништва износи 28,1 година (28,0 код мушкараца и 28,2 код жена). У насељу има 230 домаћинстава, а просечан број чланова по домаћинству је 5,92.
Ово насеље је великим делом насељено Албанцима (према попису из 2002. године), а у последња три пописа, примећен је пад у броју становника.
|  |

| Демографија | Демографија | Демографија |
| Година      | Становника  | Становника  |
| ----------- | ----------- | ----------- |
| 1948.       | 1.146       |             |
| 1953.       | 1.242       |             |
| 1961.       | 1.331       |             |
| 1971.       | 1.489       |             |
| 1981.       | 1.555       |             |
| 1991.       | 1.423       | 1.305       |
| 2002.       | 1.362       | 1.974       |
| 2022.       | 1.458       |             |

| Етнички састав према попису из 2002.‍ | Етнички састав према попису из 2002.‍ | Етнички састав према попису из 2002.‍ | Етнички састав према попису из 2002.‍ | Етнички састав према попису из 2002.‍ |
| ------------------------------------ | ------------------------------------ | ------------------------------------ | ------------------------------------ | ------------------------------------ |
|                                      |                                      |                                      |                                      |                                      |
| Албанци                              | Албанци                              |                                      | 1.334                                | 97,94%                               |
| Срби                                 | Срби                                 |                                      | 1                                    | 0,07%                                |
| непознато                            | непознато                            |                                      | 11                                   | 0,80%                                |

| Година пописа     | 1948. | 1953. | 1961. | 1971. | 1981. | 1991. | 2002. |
| ----------------- | ----- | ----- | ----- | ----- | ----- | ----- | ----- |
| Број домаћинстава | 158   | 180   | 176   | 207   | 220   | 205   | 230   |

| Број чланова      | 1 | 2  | 3  | 4  | 5  | 6  | 7  | 8  | 9  | 10 и више | Просек |
| ----------------- | - | -- | -- | -- | -- | -- | -- | -- | -- | --------- | ------ |
| Број домаћинстава | 9 | 17 | 21 | 29 | 35 | 42 | 26 | 11 | 10 | 30        | 5,92   |

| Пол    | Укупно | Неожењен/Неудата | Ожењен/Удата | Удовац/Удовица | Разведен/Разведена | Непознато |
| ------ | ------ | ---------------- | ------------ | -------------- | ------------------ | --------- |
| Мушки  | 444    | 150              | 275          | 11             | 3                  | 5         |
| Женски | 449    | 98               | 315          | 33             | 2                  | 1         |
| УКУПНО | 893    | 248              | 590          | 44             | 5                  | 6         |

| Пол    | Укупно                    | Пољопривреда, лов и шумарство | Рибарство                            | Вађење руде и камена | Прерађивачка индустрија       |
| ------ | ------------------------- | ----------------------------- | ------------------------------------ | -------------------- | ----------------------------- |
| Мушки  | 275                       | 192                           | 0                                    | 0                    | 1                             |
| Женски | 138                       | 114                           | 0                                    | 0                    | 0                             |
| УКУПНО | 413                       | 306                           | 0                                    | 0                    | 1                             |
| Пол    | Производња и снабдевање   | Грађевинарство                | Трговина                             | Хотели и ресторани   | Саобраћај, складиштење и везе |
| Мушки  | 1                         | 6                             | 8                                    | 1                    | 8                             |
| Женски | 0                         | 1                             | 0                                    | 0                    | 0                             |
| УКУПНО | 1                         | 7                             | 8                                    | 1                    | 8                             |
| Пол    | Финансијско посредовање   | Некретнине                    | Државна управа и одбрана             | Образовање           | Здравствени и социјални рад   |
| Мушки  | 1                         | 0                             | 11                                   | 15                   | 1                             |
| Женски | 0                         | 0                             | 1                                    | 4                    | 2                             |
| УКУПНО | 1                         | 0                             | 12                                   | 19                   | 3                             |
| Пол    | Остале услужне активности | Приватна домаћинства          | Екстериторијалне организације и тела | Непознато            | Непознато                     |
| Мушки  | 2                         | 0                             | 0                                    | 28                   | 28                            |
| Женски | 0                         | 0                             | 0                                    | 16                   | 16                            |
| УКУПНО | 2                         | 0                             | 0                                    | 44                   | 44                            |